# Item Number
Item Number (deutsch Artikelnummer) ist ein deutsch-kanadischer Kurzfilm von Oliver Husain aus dem Jahr 2012. Weltpremiere war am 29. April 2012 bei den Internationalen Kurzfilmtagen in Oberhausen.

## Handlung
Eine Diva wartet kurz vor ihrem Auftritt hinter der Schauspielbühne. Ihre Gedanken kreisen.

## Kritiken
„Die Zeit läuft ab. Für was oder wen, ist im Spiegel zu sehen. Eine eigene Künstlichkeit verliert ihre Melodramatik und findet sie wieder im Moment, in dem der Raum jenseits der Bühne zur Bühne wird. Und weil es kein Jenseits gibt, entlässt der Film seine Figur.“

## Auszeichnungen
Internationale Kurzfilmtage Oberhausen 2012
- Preis für den besten Beitrag des Deutschen Wettbewerbs